# Ричагов Павло Васильович
Павло Васильович Ричагов (рос. Павел Васильевич Рычагов; 2 січня (15 січня) 1911, Нижні Лихобори, Московська губернія — 28 жовтня 1941, селище Барбиш, поблизу Куйбишева) — радянський військовий льотчик та воєначальник, генерал-лейтенант авіації (1940), Герой Радянського Союзу (1936), депутат Верховної Ради СРСР 1-го скликання (1937—1941).

## Біографія
П. В. Ричагов народився 15 січня 1911 (2 січня за старим стилем; за іншими джерелами 2 листопада 1911) в селі Нижні Лихобори (зараз район на півночі Москви), Московської губернії, Російська імперія, в родині селянина. Закінчивши початкову середню школу, працював на фабриці пакувальником. У Червоній армії з 1928 по червень 1941. Командував різними підрозділами винищувальної авіації. Учасник бойових дій під час локальних конфліктів (Іспанія, Китай) та Другої світової війни (Зимова війна). У 1937 був гостем на авіаційному параді в Англії. Цього ж року — 12 грудня, обрано депутатом Верховної Ради СРСР 1-го скликання. 1938 рішенням ЦК партії без проходження кандидатського стажу, стає членом ВКП (б), рекомендації надано Сталіним та Ворошиловим. Від 1940 займає високі керівні посади у Наркоматі оборони СРСР, генерал-лейтенант авіації, нагороджено найвищими радянськими державними відзнаками. 24 червня 1941 заарештовано у так званій «Справі авіаторів», страчено 28 жовтня 1941 у селищі Барбиш, поблизу Куйбишева.

## Військова кар'єра

### Початок
У лавах РСЧА від 1928 р. У 1930 закінчив військово-теоретичну авіаційну школу в Ленінграді, а 1931 — 2 військову школу льотчиків ім. ОСОАВІАХІМу у Борисоглєбську. Швидко засвоїв навчально-тренувальний У-1 і літак-розвідник Р-1, вважався кращим її випускником.
1931 р. отримав призначення у 109-у авіаційну ескадрилью, 36-ї винищувальної бригади авіації Українського військового округу, дислокованої у Житомирі, від листопада 1931 молодший льотчик 3-ї авіаескадрильї ВПС Ленінградського військового округу. У вересні 1933 р. повертається у 109-у авіаційну ескадрилью, на посаду командира ланки, 5-ї винищувальної бригади. 25 травня 1936 нагороджено орденом Леніна. Від листопада 1935 — інструктор у ескадрильї з вищого пілотажу і повітряної стрільби 8-ї військової школи пілотів ВПС Київського військового округу.

### Громадянська війна в Іспанії

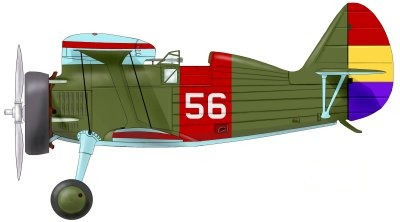
І-15 Республіканських ВПС під час Громадянської війни в Іспанії

Від 20 жовтня 1936 по 6 лютого 1937 в Іспанії. Під час Громадянської війни — військовий радник у Збройних силах Іспанської Республіки (псевдонім «Пабло Паланкар»). Безпосередньо брав участь у бойових діях, командував ланкою, потім 1-ю авіаційною ескадрильєю, пізніше 26-ю групою (із трьох ескадрилей) винищувачів І-15. Виконав близько 80 бойових вильотів (загальний бойовий наліт 105 годин), збив вісім літаків супротивника особисто (п'ять винищувачів, три бомбардувальника, включаючи німецький транспортник Ju 52, що використовувався у цій якості) і чотирнадцять в групі. Загалом льотчики його ескадрильї збили близько сорока ворожих літаків. Тричі було збито самого, одного разу приземлився на парашуті у центрі Мадриду, пораненим у ногу.
31 грудня 1936 нагороджено орденом Леніна з присвоєнням звання Героя Радянського Союзу (після встановлення знака особливої відмінності «Золота зірка» — вручено медаль під № 86).

### Китай
Після повернення з Іспанії командував 65-ю винищувальною авіаескадрильєю. У лютому 1937 присвоєно військове звання майор, цього ж року вступив на навчання до Військово-повітряної академії імені М. Є. Жуковського, однак провчився недовго. Від грудня 1937 по квітень 1938 очолював групу радянських льотчиків-винищувачів в Китаї (під псевдонімом «генерал Баталін»), брав участь в боях з японськими військами під час японо-китайської війни, зокрема біля озера Хасан. 18 березня 1938 нагороджено орденом Червоного Прапора, 14 квітня, наказом НКО № 777/п, присвоєно військове звання комбриг. На початку квітня 1938 призначено командувачем ВПС Московського військового округу, проте через десять днів, переведений на Далекий Схід командувачем ВПС і членом Військової ради Приморської групи військ Далекосхідного фронту; з вересня 1938, після розформування управління Далекосхідного фронту — командувач ВПС 1-ї Окремої Червонопрапорної армії. Перебував на Далекому Сході по червень 1939.

### Зимова війна

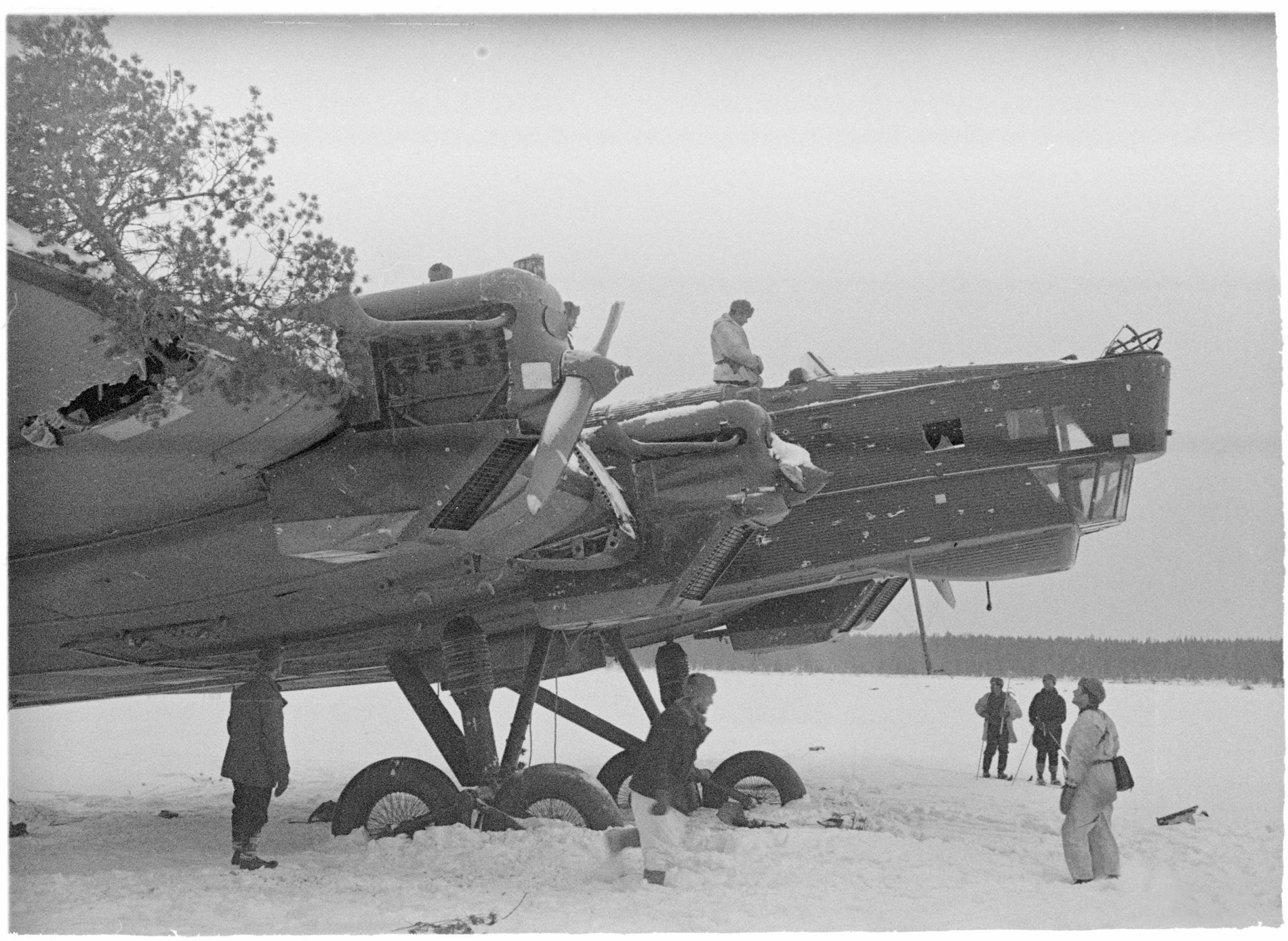
ТБ-3 захоплений фінськими військами

Під час радянсько-фінської війни командував авіацією 9-ї армії, 21 травня 1940 нагороджений другим орденом Червоного Прапора.

### На керівних посадах у Наркоматі оборони СРСР
Член Військової ради при наркомі оборони від жовтня 1940, з 7 грудня по 24 квітня 1941 — член Головної військової ради РСЧА. Із 4 червня 1940 генерал-лейтенант авіації; від червня заступник, а з липня 1-й заступник начальника ВПС РСЧА, з серпня 1940 начальник Головного управління ВПС РСЧА, а від березня 1941 — заступник народного комісара оборони СРСР з авіації.
9 квітня 1941, за підсумками наради Політбюро ЦК ВКП (б), РНК СРСР і керівного складу Наркомату оборони, на чолі зі Сталіном, присвяченої питанням зміцнення дисципліни в авіації, знятий з поста, а 12 квітня спрямований на навчання до Військової академії Генштабу РККА. У червні 1941 провів секретне інспектування радянсько-німецького кордону.

## Арешт та страта
Звістка про початок німецько-радянської війни заскочила подружжя Ричагових у Сочінському санаторії. Вони відразу ж виїхали до столиці. У Москві (за іншими відомостями Ричагова «зняли» з потягу у Тулі) на вокзалі, Павла і Марію Нестеренко попросили зайти до військового коменданта. Звідти Марія вийшла вже одна — співробітники в цивільному, що знаходилися в кімнаті, наказали Павлу Ричагову залишитися. В ніч проти 24 червня 1941 його було заарештовано у так званій «Справі авіаторів», проте постанова про арешт, датована 27 червня. Формальним приводом для арешту Ричагова слугували вибиті під тортурами свідчення іншого відомого льотчика  Якова Смушкевича, який заявив, що вони: «разом з Ричаговим висловлювали невдоволення партією і урядом і домовилися спільними зусиллями зривати озброєння ВПС». Останній допит Павла Ричагова у справі № 2930, відбувся 25 жовтня 1941.
Всіх, хто не помер під час слідства і дожив до вироку, стратили. 28 жовтня 1941 Ричагова, разом з дружиною, було розстріляно у селищі Барбиш Куйбишевської області, на спецділянці Управління НКВС СРСР по Куйбишевській області, разом з рештою, всього 25 чоловік, включаючи і звинувачених по іншим справам.
21 березня 1947 Указом Президії Верховної Ради СРСР П. В. Ричагова було позбавлено звання Герой Радянського Союзу.

### Реабілітація
23 липня 1954 П. В. Ричагова реабілітовано Постановою Головної військової прокуратури СРСР. Із доповіді Р. А. Руденко: «Підставою для арешту Ричагова слугували свідчення Смушкевича, Сакрієра і Ванникова. Їхні свідчення були отримані в результаті застосування незаконних методів слідства». 19 березня 1963 посмертно відновлено у КПРС, а 22 квітня 1969 повернуто звання Героя Радянського Союзу.
Іменем Павла Ричагова названа вулиця в Північному окрузі Москви, на якій стояв будинок, де він жив.

## Сім'я

Марія Нестеренко

- Дружина — Нестеренко Марія Петрівна (* серпень 1910, селище Буди, неподалік від Харкова — † 28 жовтня 1941, селище Барбиш, поблизу Куйбишева) — також військовий пілот. Після переведення Ричагова до Наркомату оборони, проживали у відомому московському Будинку на набережній[12]. Заарештована 26 червня 1941 на Центральному аеродромі імені М. В. Фрунзе. На час арешту — заступник командира авіаполку особливого призначення, майор. Під час слідства піддавалася тяжким тортурам, розстріляна разом з чоловіком 28 жовтня 1941[13].
- Брат — Ричагов Віктор Васильович, викладав та завідував на кафедрі «Насоси та насосні станції» в Московському гідромеліоративному інституті.

## Перемоги над противником
Список повітряних перемог П. В. Ричагова становить 8 літаків противника збиті ним особисто (п'ять винищувачів, три бомбардувальника, включаючи німецький транспортник Ju 52, що використовувався у цій якості) і чотирнадцять в групі, в усіх випадках на біплані І-15.
| 1-2 | 4 листопада 1936  | два Fiat C.R.32 в районі Мадриду |
| 3   | 5 листопада 1936  | He 51 в районі Мадриду           |
| 4-5 | 6 листопада 1936  | два He 51 в районі Мадриду       |
| 6   | 15 листопада 1936 | Ju 52 в районі Мадриду           |
| 7-8 | 6 січня 1937      | два He 51 в районі Мадриду       |

## Нагороди
За роки служби П. В. Ричагов здобув наступні нагороди:
| Країна | Назва отриманої нагороди                              | Вигляд | Дата нагородження | Хто нагородив, інші примітки                                                                                             |
| ------ | ----------------------------------------------------- | ------ | ----------------- | --- |
| СРСР   | Орден Леніна                                          |        | 25 травня 1936    | Старший лейтенант |
| СРСР   | Орден Леніна та звання «Героя Радянського Союзу»      |        | 31 грудня 1936    | Президія Верховної Ради СРСР, після встановлення знака особливої відмінності «Золота зірка» було вручено медаль під № 86 |
| СРСР   | Медаль «XX років Робітничо-Селянській Червоній Армії» |        | 23 лютого 1938    | Президія Верховної Ради СРСР                                                                                             |
| СРСР   | Орден Червоного прапора                               |        | 18 березня 1938   | Із наказу: «За бойові заслуги у боротьбі з японськими агресорами»                                                        |
| СРСР   | Орден Червоного прапора                               |        | 25 жовтня 1938    | Із наказу: «За успішне керівництво діями ВПС в боях у озера Хасан»                                                       |
| СРСР   | Орден Червоного прапора                               |        | 21 травня 1940    | За підсумками радянсько-фінської війни                                                                                   |

## Військові звання
| Дата присвоєння | Звання                    | Примітки                 |
| 1936            | Старший лейтенант         |                          |
| лютий 1937      | Майор                     |                          |
| 14 квітня 1938  | Комбриг авіації           | Наказ НКО № 777/п        |
| 9 лютого 1939   | Комдив авіації            |                          |
| 11 квітня 1940  | Комкор авіації            |                          |
| 4 червня 1940   | Генерал-лейтенант авіації | Постанова РНК СРСР № 945 |